# Arthur Burks
Arthur Burks (Duluth, 13 ottobre 1915 – Ann Arbor, 14 maggio 2008) è stato un matematico statunitense.
È noto per aver contribuito allo sviluppo dell'ENIAC, il primo computer elettronico Turing completo e general purpose del mondo.

## Primi anni
Burks nacque a Duluth nel Minnesota. Conseguì una laurea in matematica e fisica alla Depauw University nello Stato dell'Indiana nel 1936 e nel 1937 e 1941 conseguì il master e il dottorato in filosofia all'University of Michigan.

## LaMoore School
Dopo il conseguimento del dottorato il Dr. Burks si trasferì a Filadelfia (Pennsylvania) dove frequentò un corso di elettronica presso l'University of Pennsylvania presso la Moore School of Electrical Engineering. Nei laboratori il suo collega di laboratorio era J. Presper Eckert, un laureato della Moore Shool. Presso la scuola si trovava anche John Mauchly che frequentava grazie a una borsa di studio. In seguito Burks e Mauchly ottennero la posizione di insegnanti presso la Moore School.

### L'ENIAC
Mauchly ed Eckert proposero il progetto di un computer elettronico programmabile all'U.S. Army's Ballistics Research Laboratory nel giugno 1943, Burks venne inserito nel team di sviluppo. Il suo lavoro si concentrò sullo sviluppo di un'unità moltiplicatrice ad alta velocità (per l'epoca). Durante lo stesso periodo Burks sposo Alice, una programmatrice che lavorava presso la Moore School.
Nell'aprile del 1945 con John Grist Brainerd Burks venne incaricato di redigere la relazione tecnica sul sistema per le pubblicazioni. Nello stesso anno partecipò alle riunioni preliminari sull'EDVAC con Mauchly, Eckert, John von Neumann e altri.
Burks tra il 1945 e il 1946 svolse anche la funzione di professore di filosofia part-time presso lo Swarthmore College.

## L'IAS
L'8 marzo 1946 Bucks accettò l'offerta di Von Neumann e si unì al progetto dell'IAS machine presso Institute for Advanced Study a Princeton New Jersey. Durante lo sviluppo del progetto Burks lavorò al miglioramento della teoria di Von Neumann sugli automi.

## L'University of Michigan
Dopo la fine del progetto Burks ritornò all'University of Michigan nel 1946, inizialmente come assistente professore e in seguito come professore ordinario nel 1954. Ha collaborato alla fondazione del dipartimento di computer science nel 1956, in seguito è diventato direttore del dipartimento Department of Computer and Communication tra il 1967 e il 1971. Burks rifiutò una diversa posizione all'interno dell'università dato che i suoi interessi per la materia erano prettamente teorici.
Burks tra il 1954 e il 1955 fu presidente della società Charles Peice. Elaborò gli ultimi due volumi (VII-VIII) pubblicati nel 1958 delle Collected Papers of Charles Sanders Peirce.

## Restauro dell'ENIAC
Negli anni sessanta gli venne presentata la possibilità di acquisire quattro unità dell'ENIAC originario che stavano arrugginendo in un magazzino. Burks dopo aver ripulito le unità ha provveduto a donarle all'università e attualmente sono in mostra presso l'edificio che ospita il dipartimento di Computer Science.

## Il gruppo BACH
Durante gli anni settanta Burks con Bob Axelrod, Michael Cohen, e John Holland fondarono il gruppo BACH (il nome è un acronimo dei loro cognomi). Questo gruppo seguiva un approccio multidisciplinare sullo studio dei sistemi adattativi. Il gruppo vide la collaborazione anche di Douglas Hofstadter (vincitore di un premio Pulitzer), William Donald Hamilton (biologo evolutivo), Michael Savageau (microbiologo), Carl Simon (matematico) e degli informatici Reiko Tanese, Melanie Mitchell e Rick Riolo.
Tra gli anni settanta e ottanta Burks lavorò con sua moglie Alice alla stesura di molti libri sull'ENIAC e sull'Atanasoff Berry Computer.

## Professore emerito
Nel 1990 Burks donò una parte delle sue carte personali alla libreria storica dell'università al fine di renderle accessibili agli storici.
Il 14 maggio 2008 Burks morì ad Ann Arbor nel Michigan dopo una lunga battaglia contro la malattia di Alzheimer.